# Escaria clauda
Escaria clauda är en fjärilsart som beskrevs av Augustus Radcliffe Grote 1882. Escaria clauda ingår i släktet Escaria och familjen nattflyn. Inga underarter finns listade i Catalogue of Life.